# Deutsch-Wagram
Deutsch-Wagram è un comune austriaco di 8 229 abitanti nel distretto di Gänserndorf, in Bassa Austria; ha lo status di città (Stadtgemeinde).

## Geografia fisica
Sorge a 15 chilometri a nord-est di Vienna.

## Storia
Il prefisso "Deutsch-" ("tedesco") venne attribuito alla città nel 1560 per distinguerla dalla vicina località di Kroatisch-Wagram ("Wagram croata"), oggi Wagram an der Donau, situata a circa 20 km di distanza e facente parte dell'attuale comune di Eckartsau.
Deutsch-Wagram fu il luogo in cui si svolse la battaglia di Wagram nel corso delle Guerre napoleoniche (5-6 luglio 1809).